# Periophthalmus minutus
Periophthalmus minutus és una espècie de peix de la família dels gòbids i de l'ordre dels perciformes.

## Morfologia
Els mascles poden assolir els 7,8 cm de longitud total.

## Distribució geogràfica
Es troba a les illes del Mar d'Andaman, Tailàndia, Java (Indonèsia), Queensland (Austràlia) i les Filipines.